# Латиноамериканські Греммі
Латиноамериканські Гре́ммі (ісп. Grammy Latinos, англ. Latin Grammy) — музична премія, яка вручається з 2000 року Латинською академією звукозапису за артистичні і технічні здобутки у звукозаписі й музичному бізнесі. Одна з найпрестижніших музичних премій у Латинській Америці. Церемонії вручення транслюються американським телеканалом CBS.

## Історія
Латинська Академія звукозапису була створена американською Національною академією мистецтва і науки звукозапису 1997 року. Засновниками стали Майкл Грін і Маурісіо Абароа.
13 вересня 2000 року було оголошено про перше вручення Латиноамериканських Греммі. 7 липня 2000 року у Маямі були оголошені номінанти премії. Перша церемонія вручення відбулася у Стейплс-центрі (Лос-Анджелес) і транслювалася телеканалом CBS. Наступного року церемонія була призначена на 11 вересня, але через теракти її було скасовано.
2002 року Академія обрала першу незалежну керівну раду, яка складається з 16 осіб. Чинним президентом Латинської Академії звукозапису є Габріель Абароа.

## Правила
Переможці Латиноамериканського Греммі визначаються голосуванням, у якому беруть учать члени Латинської академії звукозапису з США і Латинської Америки. У голосуванні можуть брати участь записи, зроблені з 1 липня по 30 червня року, що передує церемонії. Щоб мати право на отримання Латиноамериканського Греммі, музичний запис має бути виконано іспанською або португальською мовами. Категорію нагородження, в якій може змагатися запис, визначає Латинська академія звукозапису. Голосуванням визначаються 5 записів у кожній категорії із найбільшою кількістю голосів, які стають номінантами на Латиноамериканські Греммі. Другий тур голосування визначає лауреатів премії.

## Категорії нагородження
Як і звичайні Греммі, Латиноамериканські мають 4 основні категорії нагородження:
- Запис року (ісп. Grabación del Año) — присуджують виконавцю і команді виробництва за одну пісню
- Альбом року (ісп. Albúm del Año) — присуджують виконавцю і команді виробництва музичного альбому
- Пісня року (ісп. Canción del Año) — присуджують автору слів і композитору за одну пісню
- Найкращий новий артист (ісп. Mejor Nuevo Artista) — присуджують артисту взагалі, а не за конкретний альбом чи пісню

Решту номінацій присуджують за здобутки у специфічному жанрі музики.
2000 року Латиноамериканські Греммі вручалися у 40 номінаціях, наступного року у 38, а 2010 року у 46 номінаціях.

## Кількість премій за країною
| Країни                   | 2000 | 2001 | 2002 | 2003 | 2004 | 2005 | 2006 | 2007 | 2008 | 2009 | 2010 | 2011 | 2012 | 2013 | 2014 | 2015 | 2016 | Загалом |
| ------------------------ | ---- | ---- | ---- | ---- | ---- | ---- | ---- | ---- | ---- | ---- | ---- | ---- | ---- | ---- | ---- | ---- | ---- | ------- |
| Мексика                  | 11   | 12   | 8    | 9    | 10   | 9    | 13   | 6    | 8    | 12   | 11   | 8    | 14   | 5    | 10   | 11   | 13   | 167     |
| Бразилія                 | 13   | 10   | 8    | 8    | 9    | 9    | 9    | 9    | 11   | 11   | 9    | 10   | 8    | 11   | 9    | 8    | 10   | 163     |
| Колумбія                 | 4    | 4    | 3    | 5    | 1    | 5    | 7    | 3    | 10   | 3    | 2    | 4    | 5    | 8    | 6    | 8    | 9    | 86      |
| Іспанія                  | 2    | 7    | 7    | 5    | 9    | 5    | 3    | 4    | 2    | 3    | 4    | 4    | 2    | 5    | 7    | 3    | 4    | 76      |
| Пуерто-Рико              | 4    | 3    | 3    | 7    | 1    | 5    | 7    | 3    | 9    | 3    | 3    | 10   | 4    | 1    | 3    | 3    | 4    | 73      |
| США                      | 1    | 2    | 1    | 4    | 5    | 3    | -    | 5    | 6    | 2    | 2    | 5    | 2    | 6    | 3    | 3    | -    | 60      |
| Аргентина                | 4    | 2    | 1    | 4    | 2    | 2    | 5    | 2    | 3    | 6    | 4    | 1    | -    | 5    | 4    | 3    | 7    | 55      |
| Куба                     | 4    | 3    | 5    | 3    | 4    | 2    | 4    | 1    | 2    | 2    | 2    | 4    | 5    | 3    | 4    | 3    | 1    | 52      |
| Венесуела                | 1    | 1    | 2    | -    | 1    | -    | 2    | 3    | 1    | 1    | 4    | 2    | 2    | 2    | 3    | 3    | 1    | 29      |
| Домініканська Республіка | 3    | 1    | -    | -    | 1    | 2    | 2    | 5    | -    | -    | 3    | -    | 3    | 2    | -    | 4    | 2    | 28      |
| Панама                   | -    | -    | -    | 1    | -    | -    | -    | 1    | 2    | 1    | 1    | 1    | -    | -    | 1    | 1    | -    | 9       |
| Уругвай                  | -    | -    | -    | -    | 1    | -    | -    | 1    | -    | -    | -    | 1    | 2    | 2    | 2    | -    | -    | 9       |
| Перу                     | -    | -    | 1    | -    | -    | 1    | -    | -    | -    | -    | -    | 2    | 1    | -    | -    | -    | -    | 5       |
| Чилі                     | -    | -    | 1    | -    | 1    | -    | -    | -    | -    | -    | -    | -    | -    | 1    | 1    | -    | -    | 4       |
| Гватемала                | -    | 1    | -    | -    | -    | -    | 1    | -    | -    | -    | -    | -    | -    | 1    | -    | 1    | -    | 4       |
| Італія                   | -    | -    | -    | -    | -    | 1    | -    | 1    | -    | 1    | -    | -    | -    | -    | -    | -    | 1    | 4       |
| Нікарагуа                | -    | -    | -    | -    | -    | -    | -    | -    | -    | 1    | -    | -    | 1    | -    | -    | -    | 1    | 3       |
| Канада                   | -    | -    | -    | -    | -    | -    | -    | -    | -    | -    | 2    | -    | -    | -    | -    | -    | -    | 2       |
| Франція                  | -    | -    | -    | -    | 1    | -    | -    | 1    | -    | -    | -    | -    | -    | -    | -    | -    | -    | 2       |
| Еквадор                  | -    | -    | -    | -    | -    | -    | -    | -    | -    | 1    | -    | -    | -    | -    | -    | -    | -    | 1       |
| Коста-Рика               | -    | -    | -    | -    | -    | -    | -    | -    | -    | -    | -    | -    | -    | -    | 1    | -    | -    | 1       |

## Місця проведення церемонії
- 2000: Лос-Анжелес, Стейплс-центр
- 2001: Лос-Анжелес, Shrine Auditorium (не проводилася)
- 2002: Лос-Анжелес, Театр Кодак
- 2003: Маямі, Американ-Ерлайнс-арена
- 2004: Лос-Анжелес, Shrine Auditorium
- 2005: Лос-Анжелес, Shrine Auditorium
- 2006: Нью-Йорк, Медісон-сквер-гарден
- 2007: Лас-Вегас, Mandalay Bay
- 2008: Г'юстон, Toyota Center і Сан-Паулу, Auditório Ibirapuera
- 2009: Лас-Вегас, Mandalay Bay
- 2010: Лас-Вегас, Mandalay Bay
- 2011: Лас-Вегас, Mandalay Bay
- 2012: Лас-Вегас, Mandalay Bay
- 2013: Лас-Вегас, Mandalay Bay
- 2014: Лас-Вегас, MGM Grand Garden Arena
- 2015: Лас-Вегас, MGM Grand Garden Arena
- 2016: Лас-Вегас, Т-Мобайл Арена
- 2017: Лас-Вегас, MGM Grand Garden Arena
- 2018: Лас-Вегас, MGM Grand Garden Arena
- 2019: Лас-Вегас, MGM Grand Garden Arena
- 2020: Маямі, Американ-Ерлайнс-арена
- 2021: Лас-Вегас, MGM Grand Garden Arena
- 2022: Лас-Вегас, Michelob Ultra Arena
- 2023 Севілья, FIBES. Перша церемонія, яка відбулася за межами США.

## Рекорди
| №  | Артист                                                                                | Кількість нагород |
| -- | ------------------------------------------------------------------------------------- | ----------------- |
| 1  | Calle 13                                                                              | 25                |
| 2  | Хуанес                                                                                | 21                |
| 3  | Алехандро Санс                                                                        | 20                |
| 4  | Хуан Луїс Ґерра                                                                       | 19                |
| 5  | Густаво Сантаолалья, Шакіра                                                           | 15                |
| 6  | Карлос Альварес                                                                       | 13                |
| 7  | Карлос Вівес, Густаво Сераті                                                          | 11                |
| 8  | Серхіо Джордж, Том Руссо, Наталія Лафоуркаде, Каетану Велозу                          | 9                 |
| 9  | Café Tacvba, Banda El Recodo, Майк Куцці, Себастьян Кріс, Качорро Лопес, Рафа Сардіна | 8                 |
| 10 | Еміліо Естефан, Хоан Себастьян, Вісенте Фернандес, Maná                               | 7                 |
| 11 | Ронні Торрес, Радді Т. Діаз Енкарнасьйон, Хульєта Венегас                             | 6                 |

- Найбільшу кількість премій латиноамериканського Греммі серед чоловіків має колумбійський співак Хуанес.
- Чилійська співачка Christell — наймолодша з тих, хто номінувався на Grammy Latino. Її було лише 7 років у 2005, коли її було висунуто на здобуття премії.
- Американка Крістіна Аґілера стала першою артисткою не латиноамериканського походження, яка отримала Grammy Latino.
- Іспанський співак Алехандро Санс є європейським артистом, який має найбільшу кількість Grammy Latino.
- Пуерториканський гурт Calle 13 є музичним колективом, що здобув найбільшу кількість Grammy Latino.
- Колумбійська співачка Шакіра є жінкою, що має найбільшу кількість Grammy Latino.